# Ефект обманки
В маркетингу, ефект обманки (або ефект асиметричного домінування) — це феномен, коли споживачі мають схильність до специфічної зміни у виборі між двома варіантами, коли їм надається третій варіант, який асиметрично домінується. Варіант вважається таким, що асиметрично домінується, коли він гірший за один з варіантів у всіх аспектах, але порівнюючи з іншим варіантом, він гірший у деяких аспектах, а у деяких — кращий. Іншими словами, в частині специфічних атрибутів, які визначають перевагу, він повністю домінується (тобто, є гіршим за) один варіант і лише частково домінується другим варіантом. Коли у виборі присутній асиметрично домінований варіант, більший відсоток споживачів обере домінантний варіант, ніж коли асиметрично домінований варіант відсутній. Таким чином, асиметрично домінований варіант є обманкою, яка використовується до збільшення вибору домінантного варіанту. Ефект обманки є також прикладом порушення аксіоми незалежності непов'язаних альтернатив теорії рішень.

## Приклад
Є набір вибору для MP3-плеєрів, в якому споживачі, як правило, бачать більшу пам'ять (кількість GB) та нижчу ціну як позитивні атрибути. Деякі споживачі хочуть плеєр, куди поміститься більше пісень, деякі — той, що коштує менше. У наборі вибору № 1, доступні два плеєри:
|         | A    | B    |
| ------- | ---- | ---- |
| Ціна    | $400 | $300 |
| Пам'ять | 30GB | 20GB |

Деякі покупці оберуть плеєр A за більшу пам'ять, деякі виберуть плеєр B за його меншу ціну.
А тепер на ринок виводиться новий плеєр C, який дорожчий за A та B, і має більше пам'яті ніж B, але менше ніж A:
|         | A    | B    | C    |
| ------- | ---- | ---- | ---- |
| Ціна    | $400 | $300 | $450 |
| Пам'ять | 30GB | 20GB | 25GB |

Додавання плеєра C— якого споживачі теоретично повинні уникати, оскільки є можливість сплатити менше грошей за більшу пам'ять, призводить до того, що плеєр A, домінантний варіант, починають обирати більше, ніж коли були лише два варіанти в Наборі вибору № 1; плеєр C впливає на уподобання споживачів діючи як базис для порівняння плеєрів A та B. Оскільки плеєр A кращий за плеєр C в обох аспектах, а плеєр B лише частково кращий за плеєр C, тепер більше споживачів оберуть плеєр A. Отже плеєр C — обманка, єдиною метою якої є збільшення продаж плеєра A.
У зворотньому прикладі, замість плеєра C на ринок виводиться плеєр D, який має менше пам'яті ніж плеєри A та B, дорожчий за плеєр B, але не дорожчий за плеєр A:
|         | A    | B    | D    |
| ------- | ---- | ---- | ---- |
| Ціна    | $400 | $300 | $350 |
| Пам'ять | 30GB | 20GB | 15GB |

Результат буде схожим: споживачі не оберуть плеєр D, оскільки він не кращий за плеєр B в жодному аспекті, однак де плеєр C збільшував перевагу плеєра A, плеєр D має зворотній ефект і збільшує перевагу плеєра B.